# 리봉덕
리봉덕(? ~ )은 조선민주주의인민공화국의 정치인이다. 조선로동당 중앙위원회 위원이다.

## 경력
2010년 9월에 열린 조선로동당 대표 회의에서 조선로동당 중앙위원회 정치국 위원으로 선출되었다. 2016년 5월 조선로동당 제7차 대회에서 당 중앙위 위원으로 다시 선출되었다.

## 기타
2011년 12월 김정일 사망 당시에 국가 장의위원회 위원을 맡았다.

## 수훈
2003년 3월, 용등탄광 굴진공, 개천-태성호 물길공사 유공자로 김정일표창을 받았다.